# Стефенсон, Джордж
Джордж Стефенсон (англ. George Stephenson; 9 июня 1781, Уилэм, графство Нортамберленд — 12 августа 1848, Честерфилд, графство Дербишир) — английский изобретатель, инженер-механик.
Всемирную известность приобрёл благодаря изобретённому им паровозу. Считается одним из «отцов» железных дорог. Стефенсон предложил использовать железные рельсы (вместо чугунных), а подушки, которые в дальнейшем превратились в шпалы, делать деревянными.
Выбранная им ширина колеи 4 фута 8½ дюймов (1435 мм), так называемая «Стефенсоновская» или «нормальная колея», стала самой распространённой в Западной Европе и на железных дорогах многих стран мира.

## Биография
Джордж Стефенсон родился в Уилэме (англ. Wylam, графство Нортамберленд), в 15 километрах от города Ньюкасл-апон-Тайн в семье шахтёра и впоследствии кочегара Роберта Стефенсона и его жены Мэйбл. В раннем детстве мальчик носил отцу на смену обед.
Всё детство Стефенсона прошло у построенной в 1748 году от Уилэма до реки Тайн деревянной колейной дороги длиной несколько миль, которая использовалась для вывоза угля с шахты на вагонетках с конной тягой и фактически была прародительницей современных железных дорог.
Когда Джорджу исполнилось 8 лет, Уайлемская шахта закрылась, и семья переехала в Дьюли Бёрн, где зарплата отца была меньше. С 8 до 10 лет Стефенсон работал пастухом в соседнем поместье, затем по примеру старшего брата на сортировке угля и погонщиком на конном вороте.
14-ти лет Джордж Стефенсон стал помощником кочегара у отца. Его внимание больше всего занимали насосы, которыми из шахт выкачивали воду, и он изучал устройство машины в свободное время. В 17 лет Стефенсон стал машинистом на Ньюбернских копях, начальником своего отца-кочегара. Только с этого времени он получил возможность учиться и ускоренным темпом овладел грамотой и счётом.
В 1801 году Стефенсон устроился на работу машинистом пароатмосферного насоса в Блэк Келлертоне, затем — на более современной паровой лебёдке у Уиллингтона на Тайне, с помощью которой угольные баржи разгружались от песчаного балласта. В 1802 году Стефенсон купил домик и женился на Фанни Хендерсон, дочери фермера, старше на 12 лет. Стефенсон продолжает учиться и знакомится с 14-летним Уильямом Фейрберном.
Стефенсон и Фейрберн строили модель вечного двигателя, которая совершенно не работала. После пожара в доме Стефенсон был вынужден самостоятельно починить испорченные водой часы, после чего у него появился и приработок часовщика.
В 1803 году Фанни родила сына, которого назвали Робертом. В 1805 году Стефенсоны переехали в Киллингуорт в 10 милях (16 км) от Ньюкасла, где Джордж работал младшим механиком на большом паровом подъёмнике. В 1806 году Фанни умерла от последствий родов, дочь Стефенсона также умерла в трёхнедельном возрасте. Стефенсон решил переменить место и год проработал в Шотландии механиком на паровой машине шерстепрядильной фабрики в бухте Монтроз, где скопил 28 фунтов. За это время его отец ослеп в результате ожога глаз паром, семья сильно обеднела. Сестра Стефенсона Энн с мужем уехали в Америку, но Стефенсон не мог за ними последовать и остался заботиться о родителях.
В 1810 году Стефенсон удачно переделал старый насос Ньюкомена для новой угольной шахты в Киллингуорте, и после гибели главного механика шахты Стефенсон был назначен на это место в 1812 году.
В своей практической работе он все время стремится к усовершенствованию шахтного оборудования и вскоре вносит различные улучшения в применявшуюся тогда паровую машину Ньюкомена. Проблемой были постоянные взрывы газа в угольных шахтах. В 1815 году Стефенсон разработал три варианта безопасной рудничной лампы практически одновременно с лампой Дэви.

## Проектирование первых паровозов

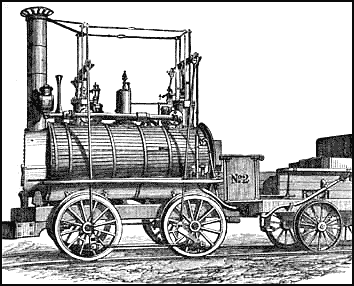
Паровоз «Блюхер», 1814 год

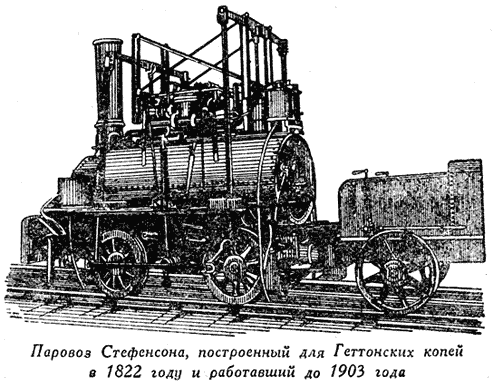
Паровоз Стефенсона, построенный для Геттонских копей в 1822 году и работавший до 1903 года.

Чтобы облегчить вывоз угля на поверхность, Стефенсон сначала построил паровую машину, которая с помощью каната тянула вагонетки на самотаске. Самотаска представляет собой два рельсовых пути, по которым движутся вагонетки, связанные в бесконечную цепь — вверх нагруженные, а вниз порожние.
Непосредственными предшественниками Стефенсоновских паровозов были машины Тревитика, в которых использовалось высокое давление пара и выхлоп в атмосферу вместо конденсатора, и первый практически значимый паровоз Бленкинсопа—Мюррея с зубчатым ведущим колесом и зубчатой рейкой вдоль рельсовой колеи, использовавшийся с 1812 года на дороге Миддлтон—Лидс. Без зубчатой рейки паровоз не мог брать крутых подъёмов, но в те годы бытовало также убеждение, что на гладких рельсах паровоз в принципе не может везти большой вес из-за недостаточного сцепления с дорогой. Это вызывало как практичные конструкции с ведущим тросом братьев Чепмен, так и курьёзные конструкции вроде паровоза Брантона, снабжённого ногами, которыми он отталкивался от земли.
Хедли, Форстер и Хэкворт на Уайлемской дороге доказали, что на горизонтальном участке пути сцепления гладких колёс с гладкими рельсами достаточно и построили в 1813 году паровоз «Пыхтящий Билли», вернувшись, по сути, к конструкции Тревитика 1802 года, которая, к сожалению, опередила своё время и не могла быть практичной из-за недостатка подходящих для рельсов материалов. «Билли», после распределения веса по четырём ведущим осям, наконец перестал ломать чугунные рельсы и заработал систематически.
25 июля 1814 года Стефенсон испытал на Киллингуортской дороге свой первый локомотив, предназначенный для буксировки вагонеток с углём для рудничной рельсовой дороги. Он не отличался от машины Бленкинсопа—Мюррея ничем, кроме отсутствия зубчатого зацепления с путём. Он мог вести состав общим весом до 30 тонн на подъём в 22‰ со скоростью 6 км/ч. Машина получила название «Блюхер» в честь воевавшего с Наполеоном прусского генерала. Но за год эксплуатации «Блюхер» большого экономического эффекта не дал из-за малой производительности котла с одной сквозной жаровой трубой (в отличие от котла с U-образной трубой, использованной вслед за Тревитиком конструкторами «Пыхтящего Билли»). Чтобы усилить тягу в топке (то есть, интенсивность горения и тепловыделения) и избавиться от оглушительного шума, Стефенсон сделал выхлоп пара в конусное устройство в дымовой трубе.
В 1815 году Стефенсон построил второй паровоз, в котором ведущие оси были соединены не зубчатой, как в «Блюхере», а цепной передачей. За ним в 1816 году последовал третий паровоз «Киллингуорт», отличавшийся только наличием третьей оси, приводимой в движение от двух других той же цепной передачей. «Киллингуорт» стал родоначальником серии из нескольких машин, проработавших около 50 лет. Они вели составы в 50 тонн со скоростью 10 км/ч.

## Теория железной дороги
Большим ограничением для паровой тяги были два обстоятельства, которые Стефенсон установил анализом, заложив основы теории железнодорожного транспорта. Во-первых, тяжёлый продольный профиль пути и малый радиус кривых, унаследованные от конных дорог, сильно ограничивали силу тяги паровоза (на уклоне уменьшается сцепной вес, в кривых малого радиуса колёса одной стороны пробуксовывают), во-вторых, слабое верхнее строение пути и хрупкие чугунные рельсы ограничивали допустимую нагрузку на ось локомотива, заставляя строить паровозы либо слишком лёгкие, либо сложные многоосные. Позднее при проектировании линий Болтон — Ли и Ливерпуль — Манчестер Стефенсоном были решены сложные задачи железнодорожной техники: заложены несколько сложных выемок, насыпей, мостов и виадуков, призванных сгладить продольный профиль пути, применены железные рельсы на каменных опорах, способствующие увеличению скорости движения паровоза.
Опыты Стефенсона получили признание, и в 1819 году его привлекли к проектированию и строительству восьмимильной (13 км) железнодорожной линии от угольной шахты Хэттон (англ. Hetton) до Сандерленда.
В 1820 году Стефенсон во второй раз женился, теперь на своей первой любви Элизабет Хиндмарш, которая ждала его почти двадцать лет: отец не позволил ей выйти замуж за бедного кочегара.
В 1821 году Парламент одобрил строительство железной дороги Стоктон — Дарлингтон (S&DR). Строитель дороги Эдвард Пиз пригласил Стефенсона для прокладки трассы, которую он осуществил вместе с сыном по своим принципам наименьшего уклона и наиболее плавных кривых. Первоначальным проектом предусматривалось использование конной тяги для передвижения телег с углём по металлическим рельсам. После консультации со Стефенсоном Пис и дирекция согласились допустить паровую тягу вместе с конной. В верхем строении пути Стефенсон применил колею 4 фута 8½ дюймов (1435 мм) и предложил не литые чугуные рельсы по своему патенту, а прокатные рельсы Бёркиншоу. Они были почти вдвое дороже, и дирекция согласилась уложить мягкие рельсы лишь на половине пути для сравнения. Также ему не удалось продвинуть глубокую выемку на Брусслтонском холме, где пришлось установить стационарную паровую лебёдку. Линия получилась общей протяжённостью 56,3 км, в том числе 43,5 км основной линии и 12,8 км боковых. Стоимость строительства, доверенного Стефенсону за £300 в год, составила £0,25 млн. (£4,5 тыс. за км) — не намного дороже дорог для конной тяги.
23 июня 1823 года в Ньюкасле открылся первый в мире паровозостроительный завод, в который Стефенсон вложил тысячу фунтов премии за безопасную лампу, и по 500 фунтов вложили Пиз и Ричардсон. Комапния Стоктон-Дарлингтонской дороги заказала серию из трёх паровозов, первый из которых был построен в сентябре 1825 года, а впоследствии переименован в «Передвижение № 1» (англ. Locomotion No 1). Завод продолжал выпускать локомотивы этого типа («Надежда», «Чёрный алмаз», «Прилежание» и т. д.).
Открытие линии состоялось 27 сентября 1825 года. Поезд был втянут лебёдкой на Брусслтонский холм, спущен и прицеплен к паровозу «Локомоушн», которым управлял Стефенсон. Он провёл состав из 34 вагонов (6 грузовых с углем и мукой, 1 крытый пассажирский вагон «Эксперимент» (англ. Experiment), в котором ехали члены приёмочной комиссии, и вагоны-скамейки для публики) общим весом около 80 тонн. Поезд показал среднюю скорость от 6,5 до 10 км/ч, но на некоторых участках он разгонялся до 24 км/ч.

## Дорога Манчестер—Ливерпуль

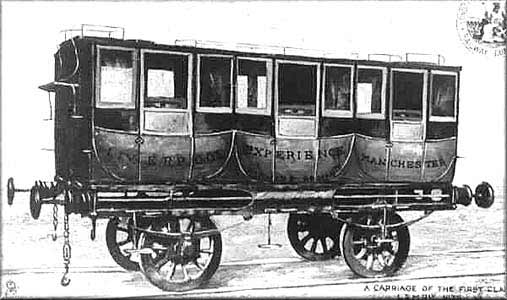
Пассажирский вагон на линии Ливерпуль — Манчестер

Товарооборот между промышленным Манчестером и портовым Ливерпулем к 20-м годам XIX века достиг 1220 тонн в день и осуществлялся, главным образом, посредством каналов. Из Ливерпуля поступало заморское сырьё (хлопок, красители), обратно вывозились продукты производства. Тарифы на перевозку по водным путям постоянно росли, в зимнее время судоходство прекращалось, а обычно путь около 50 км занимал трое суток. Отец и сын Стефенсоны (Роберт к тому времени закончил курс в Эдинбургском университете) были привлечены к повторной трассировке и проектированию двухпутной железнодорожной линии Манчестер—Ливерпуль в 1824 году. Наибольшие возражения вызвал участок дороги через болото Чет-Мосс, который был сочтён неосуществимым. Проект не прошёл через Парламент, и Стефенсон, как вызывавшая сильное сопротивление фигура, с поста главного инженера был снят. В 1826 году Билль с помощью более авторитетных инженеров удалось провести через обе палаты, но строить дорогу они отказались, и дело вернулось к Стефенсону. Из-за того, что приходилось обходить участки несогласных землевладельцев, продольный профиль дороги был бы слишком тяжёлым для паровозов без масштабных и дорогостоящих инженерных сооружений. Инженеры Растрик и Уокер предлагали устроить 21 стационарную лебёдку, предполагая, что при сравнимых капитальных затратах текущие будут меньше. Стефенсон не без труда отклонил этот проект и взялся за планировку трассы и устройство 63 искусственных сооружений: тоннелей, выемок, виадуков и насыпей. На болоте Чет-Мосс устроили «плавучую» насыпь длиной 6,5 км из торфа и фашин, на болоте Парр-Мосс — насыпь в 24 км из обычных материалов.

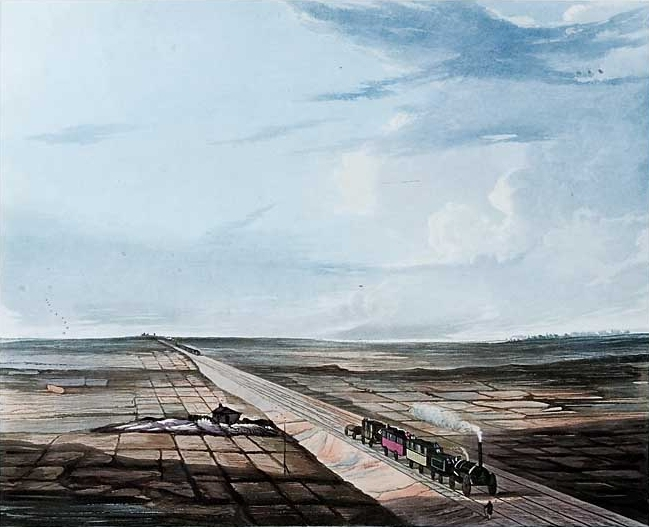
Железная дорога через болото Чэт Мосс.

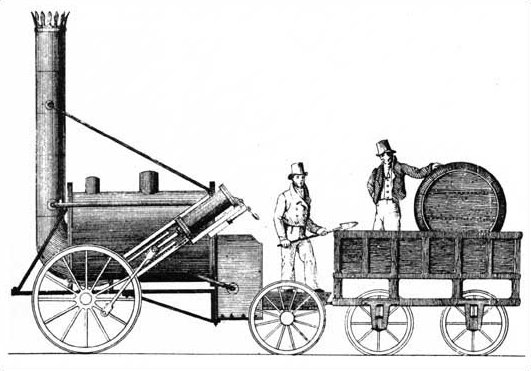
«Ракета». Рисунок 1830-х годов.

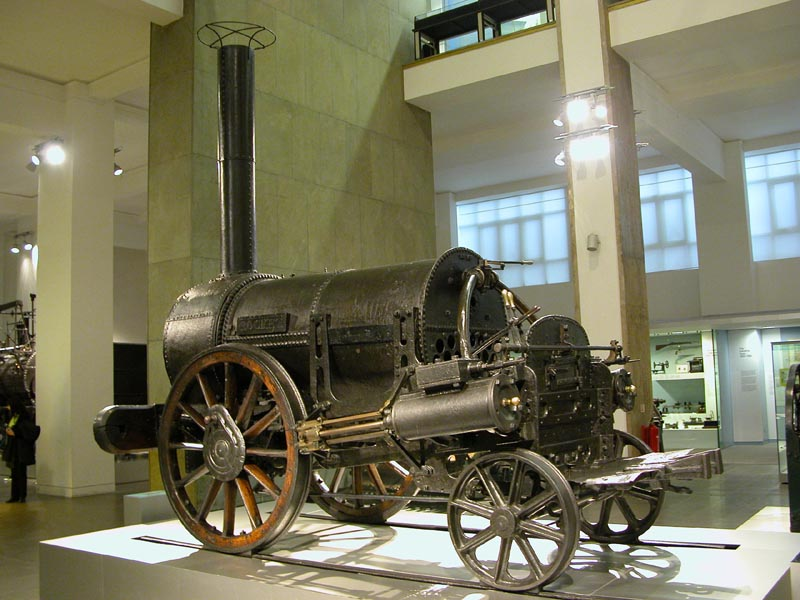
Подлинник паровоза «Ракета» в Музее науки, Лондон.

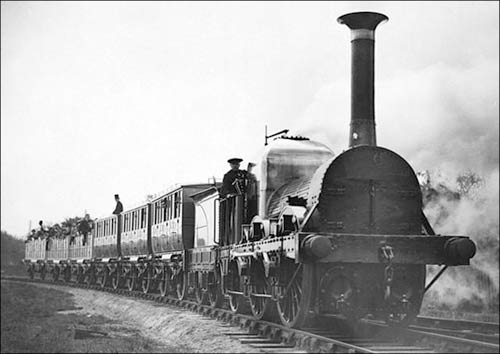
Поезд на линии Ливерпуль — Манчестер

В 1829 году, когда строительство L&MR уже близилось к завершению, решено было провести сравнительные испытания нескольких локомотивов от разных поставщиков, с тем чтобы выбрать наилучший. К этому времени Стефенсон накопил опыт в паровозостроении. В 1826 году он построил паровоз 0-3-0 с наклонными цилиндрами. За время отсутствия Роберта Стефенсона паровозостроительный завод едва не обанкротился, но, вернувшись из Южной Америки, младший Стефенсон наладил производство. В 1828 году был построен экспортный тип 0-2-0 с наклонными цилиндрами «Америка», у которого было уже две жаровые трубы в котле. Генри Бут предложил котёл с многими тонкими дымогарными трубами.
Стефенсон выставил на конкурс свой паровоз 0-1-1 «Ракета» (англ. Rocket) с 25-ю трёхдюймовыми (76 мм) дымогарными трубками. Его соперниками были:
- «Сайклопед» (англ. Cycloped) Томаса Шоу Брэндрета (англ. Thomas Shaw Brandreth), представлявший собой беговую дорожку для лошади, не допущенный до состязаний[42].
- «Новелти» (англ. Novelty — Новинка) 0-2-0 Джона Эрикссона (англ. John Ericsson) и Джона Брэйтвэйта (англ. John Braithwaite)[42].
- «Персёверэнс» (англ. Perseverance — Настойчивость) Тимоти Бёрстола (англ. Timothy Burstall), оказавшийся слишком медленным (8—9 км/ч) и по этой причине снятый[42].
- «Сан-Парей» (англ. Sans Pareil — Несравненный) Тимоти Хэкворта.

6—13 октября 1829 года при большом стечении народа на трёхмильном ровном участке дороги у Рэйнхилла состоялись гонки, вошедшие в историю, как «Рэйнхильские испытания». Паровоз Стефенсона оказался единственным, успешно завершившим все испытания. «Новелти» потерпел две аварии, вторая оказалась фатальной. Стефенсон показал среднюю скорость 12 миль в час (~19 км/ч) с грузом 13 тонн. При этом максимальная скорость достигала 30 миль в час (~48 км/ч).
Состоявшаяся 15 сентября 1830 года церемония открытия железной дороги Ливерпуль—Манчестер стала очень важным событием государственного масштаба. На своём паровозе «Нортумбрийка» в качестве машиниста стоял сам Стефенсон, на остальных семи («Феникс», «Северная звезда», «Ракета», «Дротик», «Комета», «Стрела», «Метеор») — Роберт Стефенсон (сын), Роберт Стефенсон (брат) и другие инженеры дороги. На церемонии присутствовали многие члены правительства, включая премьер-министра герцога Веллингтона. Праздник был омрачён трагической гибелью члена Парламента от Ливерпуля Уильяма Хаскиссона. Желая переговорить со стоящим по другую сторону пути Веллингтоном, Хаскиссон попытался перебежать пути, не обращая внимания на приближение поезда, был сбит «Ракетой» и скончался по дороге в больницу, став первым в мире человеком, попавшим под паровоз. Спеша доставить Хаскиссона ко врачу, Стефенсон отцепил от «Нортумбрийки» все вагоны, кроме одного, и развил скорость 58 км/ч.
Несмотря на трагическое происшествие, новая железная дорога была воспринята обществом положительно. Пассажироперевозки вскоре достигли 1200 человек в день, хотя изначально строители дороги рассчитывали только на грузовое движение.

## Железнодорожный бум
Стефенсонов привлекали к строительству железных дорог в годы бума, последовавшего за успехом дороги Манчестер—Ливерпуль. Их проекты конкурировали с проектами других инженеров не всегда успешно, потому что убеждение Стефенсона в необходимости спрямления и уположивания пути вело к дополнительным расходам. Также он ратовал за строительство отдельных дорог по общегосударственным стандартам в отношении ширины колеи и системы сигнализации, чтобы затем их можно было объединить в сеть путей сообщения.
В 1830—1838 годах Стефенсоны строили дорогу Лондон—Бирмингем.
В 1831 году в ходе строительства дороги Лестер-Суоннингтон Роберт Стефенсон обнаружил залежи угля, и Стефенсоны купили там землю и вложились в добычу.
В 1836 году Стефенсон организовал в Лондоне проектную контору, ставшую научно-техническим центром железнодорожного строительства. Будучи человеком консервативным, он был склонен предлагать проверенные временем и потому более надёжные варианты. Но зачастую выбранные им маршруты или проекты сооружений оказывались более дорогими, чем предлагали оппоненты. Так, при проектировании железнодорожной линии West Coast Main Line Джозеф Лок предлагал построить по прямой между Ланкастером и Карлайлом. При этом наивысшая точка линии находилась на высоте 914 футов (~279 м) над уровнем моря. Предложенный Стефенсоном вариант предполагал прокладку существенно более длинной линии через Алверстон (англ. Ulverston) и Уайтхэвен (англ. Whitehaven). После сравнения обоих вариантов был выбран проект Лока.

### Дальнейшее паровозостроение

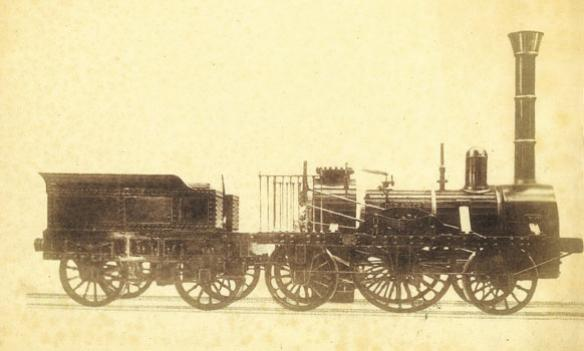
Паровоз «Адлер» типа «Патентовладелец» (экспортирован в Германию) 1850-е гг.

В 1830 году Тейлёр основал между Манчестером и Ливерпулем завод «Vulcan Foundry», в 1831 году к нему присоединился Роберт Стефенсон, который теперь делил время и заказы между двумя заводами, которые, таким образом, фактически образовали концерн. С разделением грузового и пассажирского движения появились специализированные пассажирские паровозы, первым из которых были «Планета» Джорджа Стефенсона и «Земля» (англ. Globe) Хэкуорта, оба Ньюкаслского завода и 1830 года постройки. Оба имели схему 0-2-0 со спаренными при помощи дышл осями и внутренние горизонтально расположенные цилиндры, но принципиально разные котлы. Хэкуорт применил водотрубный котёл с кипятильными трубками внутри жаровых. К сожалению, они быстро зарастали накипью, и в 1838 году котёл взорвался. На «Планету» Стефенсон поставил котёл со 129 дымогарными трубами с поверхностью нагрева 34 м², который позволял водить составы весом в 76 тонн со средней скоростью 25 км/ч при весе паровоза 9 тонн. «Планета» стала образцом для большой и успешной серии локомотивов. Паровозы Стефенсона экспортировались в США, Францию, Баварию.
В 1834 году Стефенсон для дороги Манчестер—Ливерпуль строит первый во многочисленной серии трёхосный пассажирский паровоз «Патентовладелец» с формулой 1-1-1. На ведущих колёсах большого диаметра (5 футов, то есть 1,5 м) не было реборд, что улучшало вписывание в кривые и снижало разрушительное воздействие на путь. Увеличение диаметра колёс позволяло увеличить скорость при ограниченном числе оборотов машины.

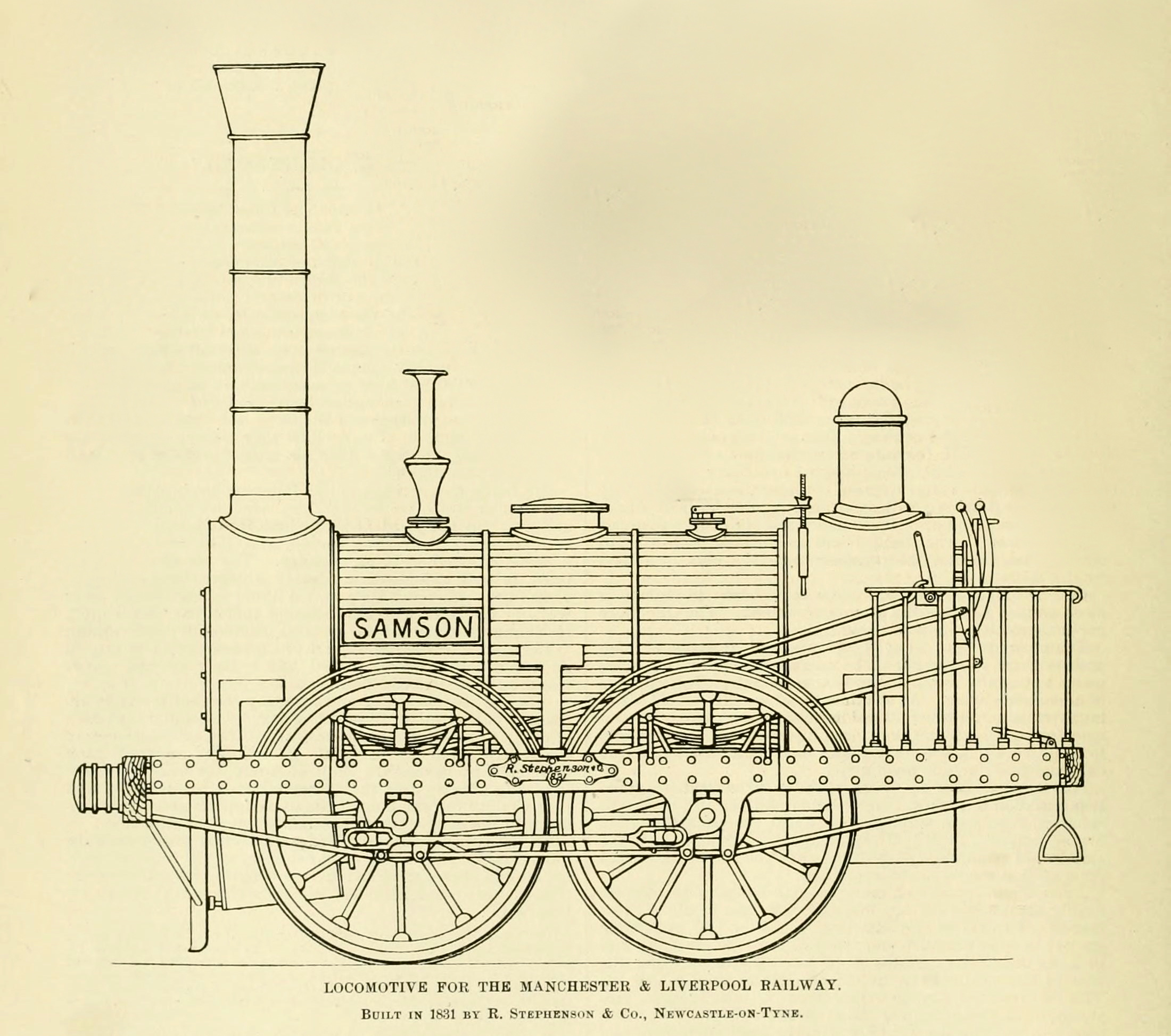
Паровоз «Самсон» (1831)

Первым специализированным грузовым паровозом стал в 1831 году 0-2-0 «Самсон» который при собственном весе в 12 тонн водил составы в 170 тонн. Паровоз имел 89 дымогарных труб и по образцу машин Тревитика два тендера — передний с углем, потому что U-образная жаровая труба вызывала необходимость топить спереди под дымовой трубой, и задний тендер с водой и всем остальным. В 1833 году «Самсон» оборудовали поддерживающей осью (0-2-1) и первым паровозным гудком.
В 1834 году вышел самый мощный на тот момент паровоз 0-3-0 «Атлант», способный вести поезд в 200 тонн. Эксплуатация этого паровоза тщательно исследовалась и продлилась 25 лет.

### Колея, рельсы, безопасность и сигнализация
Несмотря на предложения, в том числе таких знаменитых инженеров как Брюнель, широкой колеи (7 футов), в 1845 году Парламент установил в Великобритании стефенсоновскую ширину колеи (в Ирландии разрешена 1600 мм), которая была стандартной в Баварии с 1836 года, в Пруссии с 1837 года и распространилась в 1850 году на весь Германский таможенный союз. В 1837 году Роберт Стефенсон и Лок ввели двухголовый симметричный рельс, который по замыслу можно было бы после износа перевернуть и использовать дальше. На практике нижняя головка рельса также изнашивалась и повреждалась, и скоро распространился широкоподошвенный рельс современной формы Стефенсона—Виньоля. Стефенсон впервые обратил внимание и на явление усталости металла.
Джордж Стефенсон применил буферные пружины и рессоры, первые самодействующие тормоза, а Роберт — паровой тормоз для локомотива.
С самого начала Манчестерской дороги Стефенсон ввёл сигнальщиков с флажками, сообщавших машинисту о занятости пути. В 1834 году на дороге появились столбы-сигналы.
Стефенсон предостерегал от необоснованного увеличения скорости поездов. Он сам брался построить паровоз, способный развить 100 миль в час (160 км/ч), но не видел в этом смысла, потому что не было железных дорог достаточной прочности.

## Стефенсон и другие отрасли транспорта
В практичность паровых безрельсовых повозок Стефенсон не верил, потому что не видел способов улучшить качество дорожного полотна. На слабых дорогах машины поневоле должны были быть лёгкими и потому непрочными. Пневмопоезда (аналогичные пневмопочте) считал бесперспективными, потому что они для него ничем не отличались от канатной тяги, кроме ещё меньшей надёжности пневмосистемы по сравнению с тросом, и в ходе дебатов о типе тяги для линии Ньюкасл—Берик победил сторонников пневмотяги.

## Заграничные консультации
Первой страной континентальной Европы, занявшейся железными дорогами, стала недавно получившая независимость Бельгия. В 1834 году парламент Бельгии утвердил проект целостной сети железных дорог. В 1835, 37 и 45 годах Стефенсоны консультировали местных инженеров при его реализации. В 1845 году Джордж Стефенсон посетил Испанию в составе английских концессионеров для оценки проекта строительства железных дорог в этой стране. Переговоры с испанским правительством были безуспешны. В этой поездке Стефенсон заболел плевритом, выздоровел, но здоровье его с тех пор ухудшилось.

## Конец жизни и итоги
В 1841 году Стефенсон переселился в Тэптон-хаус (Честерфилд, Дербишир), где параллельно с консультированием и собственными угольными разработками начал заниматься и садоводством, селекцией животных и мелиорацией. В 1845 году умерла вторая жена Стефенсона Элизабет.
В 1847 году Стефенсон стал первым президентом Института инженеров-механиков (англ. Institution of Mechanical Engineers — IMechE). К этому времени он практически отошёл от дел, курируя лишь строительство тоннелей железной дороги North Midland Railway и горную промышленность в Дербишире.
Он принадлежал к тем счастливым изобретателям, кому довелось при жизни увидеть воплощёнными свои замыслы.
В январе 1848 года Стефенсон женился в третий раз на своей экономке миссис Грегори. 26 июля сделал доклад в Бирмингемском институте инженеров-механиков о ротационном паровом двигателе.
Стефенсон умер после недолгой болезни на 67 году жизни 12 августа 1848 года в своём доме Тэптон-хаус от кровоизлияния в лёгкие в результате рецидива своего испанского плеврита. Похоронен в церкви Троицы в Честерфилде в одной могиле с первой любовью и второй женой Элизабет.

## Ученики Стефенсона и память

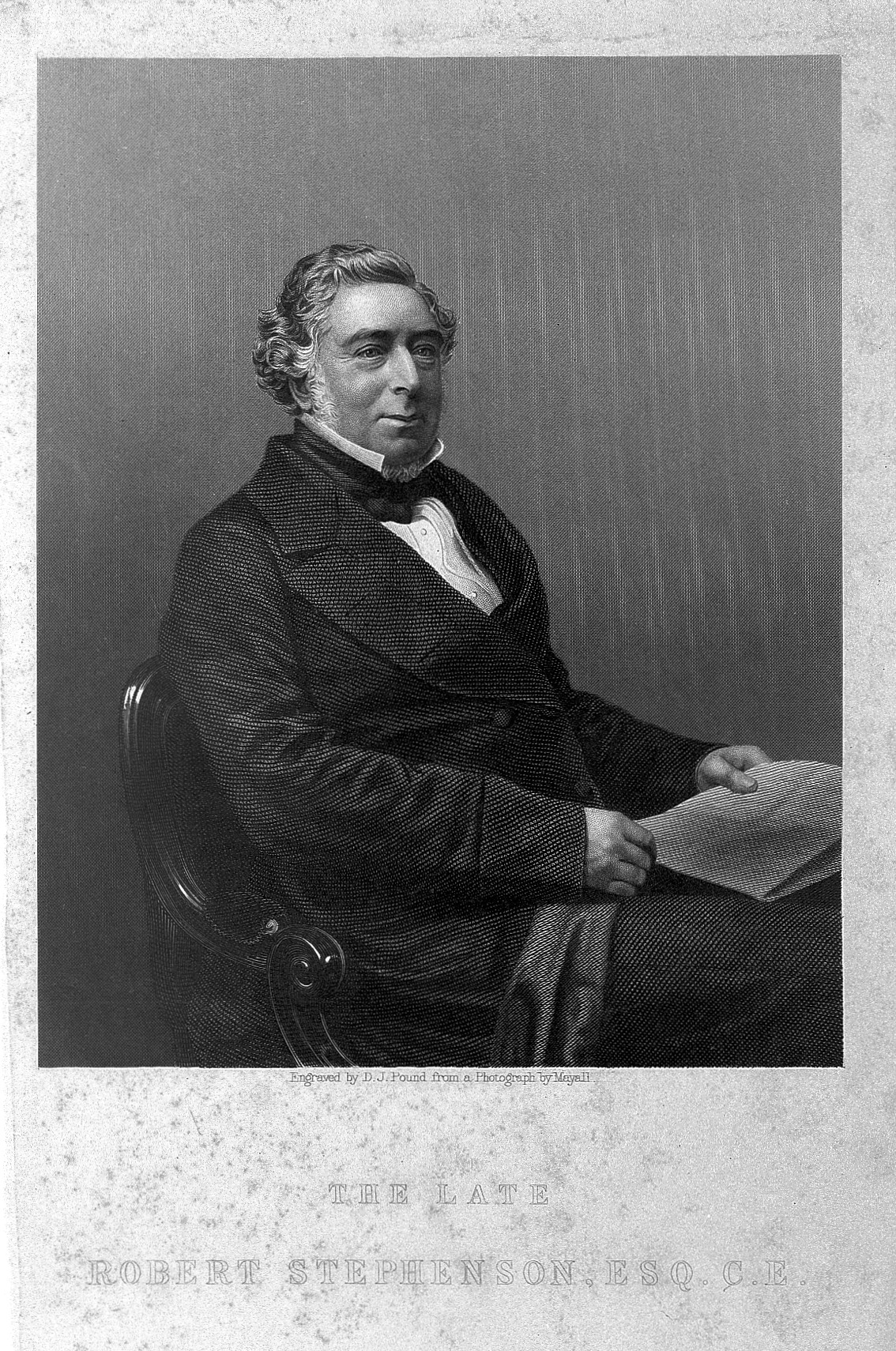
Роберт Стефенсон

Сын Джорджа Стефенсона — Роберт (1803—1859) — принимал активное участие в проектах отца, начиная с создания «Локомоушн № 1». Впоследствии стал видным инженером-паровозостроителем, похоронен в Вестминстерском аббатстве.
Ученик Стефенсона Джозеф Лок стал главным инженером многих железных дорог Англии, включая Grand Junction Railway — GJR; позже — членом Парламента.
Первая статуя Стефенсона от дирекций Манчестер—Ливерпульской и Большой Соединительной дорог была заказана ещё при его жизни римскому скульптору Гибсону и поставлена уже после смерти в Ливерпульской ратуше. Памятник работы Бейли установили несколько лет спустя близ Юстонского вокзала, который Стефенсоны проектировали как железнодорожную станцию. В Ньюкасле статуя Стефенсона по рисунку Джона Лау установлена близ его паровозостроительного завода.
Портрет Джорджа Стефенсона был помещён на банкнотах серии Е Государственного банка Великобритании достоинством 5 фунтов стерлингов, которые находились в обращении с 7 июня 1990 по 21 ноября 2003 года.
Одна из улиц г. Иваново (Россия) носит имя Стефенсона[значимость факта?].

## Стефенсон иРоссия
Существует утверждение, что Николай I в молодости посетил Англию, где в 1816 году встретился со Стефенсоном, попробовал себя в роли кочегара и прокатился на паровозе.

15 сентября 1830 года на церемонии открытия железнодорожной линии Ливерпуль—Манчестер присутствовал специально командированный французский математик, физик и инженер Г. Ламе. Во время командировки он познакомился со Стефенсоном. Вернувшись в Россию, он прочитал в рамках публичных чтений, организованных М. С. Волковым в Институте Корпуса инженеров путей сообщения, цикл из двух лекций на тему «Построение железных дорог в Англии». Паровозы типа «Патентовладелец» использовались в числе прочих на Царскосельской железной дороге.